# Beata Madejska
Beata Marta Madejska, z d. Śliwka (ur. 24 lipca 1973 w Działdowie) – polska koszykarka, występująca na pozycji rozgrywającej, reprezentantka i mistrzyni Polski.

## Kariera sportowa

### Kariera klubowa
Karierę rozpoczęła w zespole Szkoły Podstawowej nr 3 Działdowie, z którym w 1988 zdobyła mistrzostwo Polski szkół.  Od 1990 występowała w Polonii Warszawa. W ekstraklasie debiutowała w sezonie 1992/1993. W latach 1994–1998 była zawodniczką Warty Gdynia (od 1997 pod nazwą Fota Dajan, od 1998 Fota Porta). Z gdyńskim klubem zdobyła mistrzostwo Polski w 1996 i 1998, wicemistrzostwo Polski w 1997 i brązowy medal mistrzostw Polski w 1995. Występowała także w STK Starachowice (1998/1999), Ślęzy Wrocław (1999–2001 i brązowy medal mistrzostw Polski), Starcie Gdańsk (runda jesienna sezonu 2001/2002), a karierę zakończyła w Wiśle Kraków w rundzie wiosennej sezonie 2001/2002.
Występowała w reprezentacji Polski, brała udział w mistrzostwach Europy seniorek w 2001 (6. miejsce).

## Osiągnięcia
Drużynowe
- Mistrzyni Polski (1996, 1998)
- Wicemistrzyni Polski (1997)
- Brązowa medalistka mistrzostw Polski (1995, 2001)
- Zdobywczyni pucharu Polski (1997)

Reprezentacja
- Uczestniczka:
  - mistrzostw Europy (2001 – 6. miejsce)